# T.J. DiLeo
Anthony David DiLeo, detto T.J. (Düsseldorf, 22 giugno 1990), è un ex cestista statunitense con cittadinanza tedesca.
È il figlio dell'allenatore e dirigente sportivo Tony DiLeo.

## Palmarès
- ProA: 1

Giessen 46ers: 2014-15